# Balivo
Balivo (dal latino baiulivus, forma aggettivale di baiulus, "portatore") o anche baglivo o balì è il nome di un funzionario, investito di vari tipi di autorità o giurisdizione, presente soprattutto nei secoli passati in numerosi paesi occidentali, principalmente europei.

## Evoluzione del termine
Il Balio, Bailo o Baillo (dal latino Baiulus poi Bailus, "portatore" e per estensione "reggente") era nel Medioevo un alto funzionario rappresentante dell'autorità politica.
Poiché, nei paesi anglosassoni, i balivi si occupano del sequestro di un immobile in esecuzione di un credito, in tempi andati nelle Fens dell'Inghilterra orientale, il termine "Balivo di Bedford" si usava spesso in gergo per indicare le piene distruttive del fiume Great Ouse.

## Funzioni e poteri
Egli:
- all'interno dello Stato poteva svolgere i compiti di reggente plenipotenziario del potere centrale nei centri periferici;
- all'estero svolgeva invece il compito di rappresentante diplomatico stabilmente residente, con autorità sui cittadini del proprio paese presenti nel territorio estero.

I poteri e le funzioni del balivo variano notevolmente a seconda del contesto. Così, ad esempio, nella Francia pre-rivoluzionaria si occupava di riscuotere le imposte e di amministrare la giustizia in tutto il regno. In Italia, dal Medioevo all'epoca pre-unitaria, il balivo rappresentava il potere del sovrano svolgendo le funzioni di luogotenente. In area germanica le stesse mansioni erano svolte da un funzionario detto landvogto (o anche landfogto) o capitano.
In Inghilterra a metà del XIV secolo era colui che amministrava le terre del feudatario, decidendo come suddividerle tra i servi della gleba.
Balì è anche il titolo di membri di alto grado di alcuni ordini cavallereschi, fra cui quello di Malta.

## Balivi medievali

### Isole britanniche
In Inghilterra il termine balivo (bailiff in inglese) fu applicato in primo luogo agli ufficiali del re in generale, come sceriffi, sindaci, ecc., e più in particolare al primo funzionario di una centena. La contea nel cui ambito lo sceriffo esercita la sua giurisdizione è ancora chiamata il suo baliato (bailiwick), mentre il termine balivo si conserva come titolo dei primi magistrati di varie città e dei custodi dei castelli reali, come l'Alto Balivo di Westminster, il Balivo del Castello di Dover, ecc. Nel sistema feudale il balivo era incaricato di sovrintendere alla coltivazione del feudo (vedi Walter di Henley).

### Olanda e Fiandre
Il rango di balivo fu usato nelle Fiandre, in Olanda, nell'Hainault, nella Zelanda e nel Nord della Francia. Il balivo era un impiegato statale che rappresentava il governante in città e in campagna. Nelle Fiandre il balivo era solitamente nominato dal Conte e in Francia del Re. La posizione trae origine dalla Francia, quando re Filippo II Augusto insediò il primo balivo. Nelle parti settentrionali dell'Europa continentale questa posizione era nota come baljuw, un diretto derivato dalla parola francese bailli, ma erano usate anche parole come drost, drossaard (Brabante), amman (Bruxelles), meier (Lovanio, Asse), schout (Anversa, Boscoducale, Turnhout), amtmann e ammann (Germania, Svizzera, Austria).

### Svizzera
Nella Svizzera di antico regime vengono definiti balivi i funzionari (con poteri sostanzialmente di giudici) che amministrano gli otto "baliaggi ultramontani" (i territori quindi che oggi formano il Canton Ticino). Tale situazione dura dalla conquista confederata dei territori nel 1512 all'istituzione della Repubblica elvetica nel 1798.

### Italia

#### Valle d'Aosta

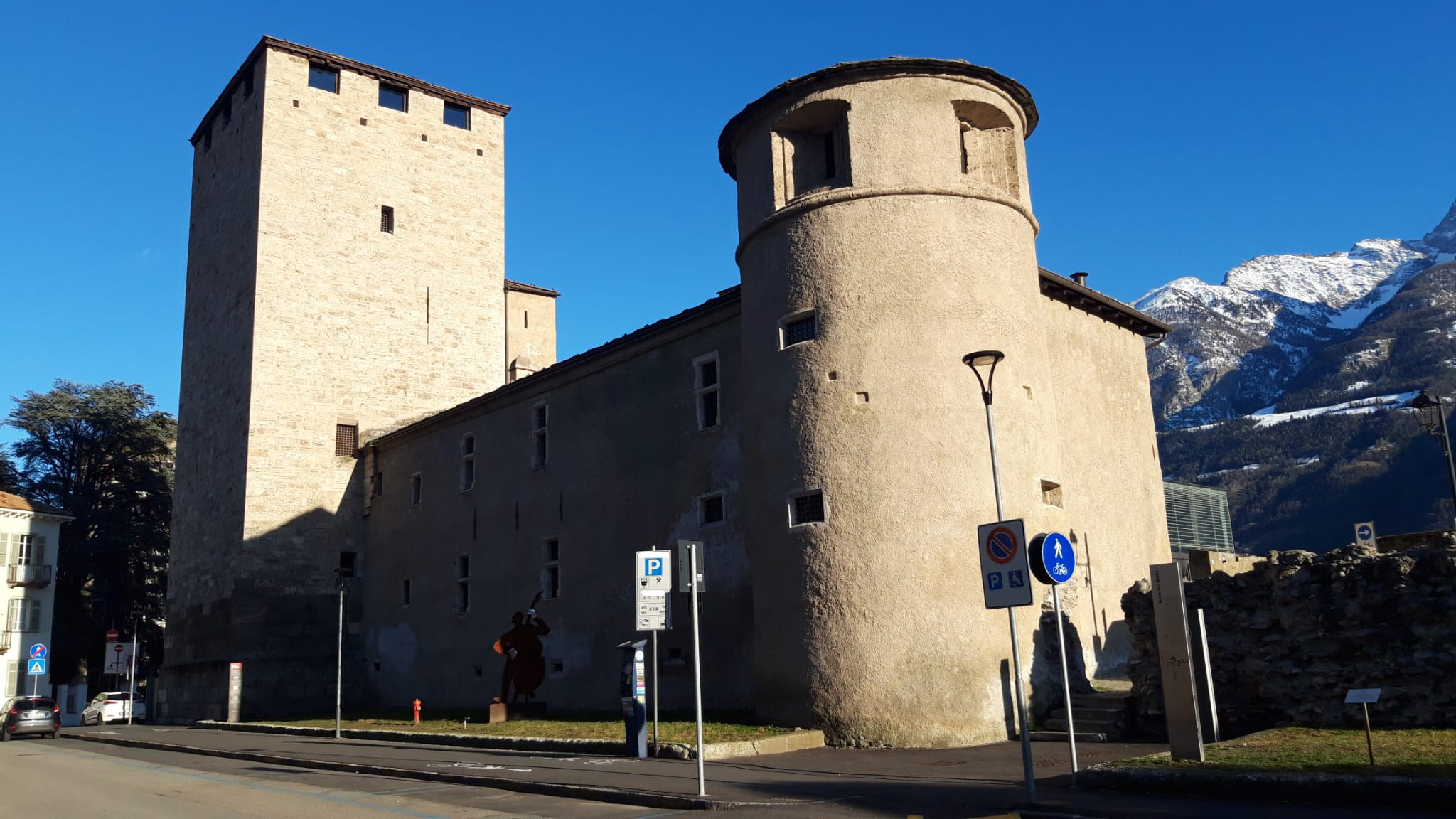
Le Tour du bailliage di Aosta

Casa Savoia ebbe per la prima volta il parziale possesso della Valle d'Aosta alla fine del 1025, quando Umberto Biancamano di Savoia condivise il dominio sul comitato di Aosta con il vescovo di Aosta. A poco a poco l'importanza dei Savoia in Valle andò consolidandosi, anche tramite varie diete, tra le quali spicca quella del 1191, in cui fu concessa la Carta delle franchigie o Charte des franchises da Bonifacio I del Monferrato, tutore di Tommaso I di Savoia, per conto di quest'ultimo. Nella Carta delle franchigie si sanciva che il sovrano non avrebbe potuto imporre tasse se non approvate preventivamente dalla dieta valligiana, la quale era presieduta dal bailly, il balivo. Di questi tutta la popolazione era suddita; a memoria della sua presenza in Valle, ad Aosta resta ancora la torre dei balivi. Ancora oggi, tra i titoli del Capo della Real Casa di Savoia, è presente quello di "Principe Balivo di Aosta".

#### Regno di Sicilia
Nel Regno di Sicilia in epoca normanna il termine, dal normanno "baiulo", stava a indicare il governatore (Castello del Balio).

#### Repubblica di Venezia
A partire dal XII secolo la Repubblica di Venezia cominciò a insediare nelle principali colonie d'oltremare dei baili: governatori che univano alla funzione di magistrati delle comunità mercantili quelle di ambasciatori residenti presso le varie corti orientali. I baili fungevano inoltre da sovrintendenti alle attività delle colonie minori, rette da consoli, e avevano autorità su tutti i cittadini veneziani presenti nella regione cui erano preposti.
Dopo la conquista di Costantinopoli nel 1204 tutti i baili vennero sottoposti all'autorità del Podestà ivi residente, sino alla riconquista bizantina nel 1261. Dopo il 1277 a capo della ricostituita colonia nella capitale orientale venne posto un funzionario con il titolo di Bailo di Costantinopoli, al quale, a partire dal 1322, venne assegnata giurisdizione su tutto l'Oriente, esattamente come in precedenza al Podestà. La carica di Bailo era la più importante all'estero per la Serenissima, che basava tutta la sua ricchezza sui traffici con l'Oriente.
Il Bailo veniva eletto dal Maggior Consiglio e doveva avere più di venticinque anni. Il suo mandato, all'inizio biennale, divenne annuale dopo l'avvento dei Turchi per ridiventare biennale nel 1479 e, infine, triennale dal 1503. Il Bailo veniva assistito da un ristretto Consiglio dei Dodeci e da un Gran Consiglio. Del primo facevano parte 12 nobili residenti in città e prendeva decisioni soprattutto su vertenze commerciali. Del secondo facevano parte tutti i residenti sopra i 18 anni e veniva convocato per decisioni di carattere più generale.
Della sua corte faceva parte un dragomanno (interprete), un medico (di solito ebreo), un sacerdote, un notaio, due ponderatori (che pesavano le merci), doganieri, banditori e altra servitù. I dragomanni venivano spesso arruolati in Istria perché già padroneggiavano la lingua slava ed erano più portati ad imparare il turco e l'arabo.
La presenza della colonia veneziana a Costantinopoli era sgradita ai turchi, e per la presenza del Bailo e per l'esenzione dei mercanti dai dazi, la Serenissima versava al Sultano 10000 ducati all'anno. Questo pagamento fu abolito nel 1482, ma da allora furono introdotti i dazi sulle importazioni veneziane. Solo nel 1575 il Bailo fu ufficialmente riconosciuto dagli ottomani come ambasciatore della Repubblica di Venezia. Fino ad allora era stato considerato solo il capo della comunità veneziana a Costantinopoli.
Con l'espansione dell'Impero ottomano i baili minori ebbero un ruolo progressivamente minore, pertanto furono sostituiti con consoli ordinari. La carica di Bailo di Costantinopoli sopravvisse invece sino alla caduta della Repubblica nel 1797.

### Francia
Sotto l'ancien régime in Francia, il baillie era il rappresentante del re nel bailliage (baliato), incaricato dell'applicazione della giustizia e del controllo dell'amministrazione. Nella Francia meridionale, il termine generalmente usato era sénéchal (siniscalco) che deteneva la carica nella sénéchaussée (siniscalcato).
La rete amministrativa dei baillages fu istituita nel XII secolo sulle terre del re (le cosiddette "terre della corona" o domaine royal), in particolare da Filippo Augusto. Erano basate sulle antiche suddivisioni fiscali medievali (le baillies) utilizzate dai principi sovrani anteriori (come il Duca di Normandia). La creazione dei bailliages reali ridusse le corti giudiziarie preesistenti a un rango subalterno; queste corti inferiori erano chiamate:
- prevosture reali (prévôtés royales) amministrate da un prevosto (prévôt) nominato e pagato dal bailli
- o (come accadeva in Normandia) viscontee (vicomtés) amministrate da un visconte (vicomte; la posizione poteva essere tenuta da non nobili)
- o (in parti della Francia settentrionale) castellanie (châtellenies) amministrate da un castellano (châtelain; anche questa posizione poteva essere retta da non nobili)
- o, nel sud, vigueries o baylies amministrate da un viguier o un bayle.

La corte o tribunale del bailliage era presieduta da un "luogotenente generale del bailli" (lieutenant général du bailli). I tribunali nei bailliages e nelle sénéchaussées erano la prima corte d'appello per le corti inferiori, ma la corte di prima istanza per gli affari concernenti la nobiltà. Per appellare le loro decisioni, ci si rivolgeva ai parlamenti regionali. In uno sforzo per ridurre il carico di processi nei parlamenti, a certi bailliages furono conferiti estesi poteri da Enrico II di Francia: questi erano chiamati présidiaux.  Bailliages e présidiaux erano la prima corte per determinati crimini (questi processi erano stati in precedenza sotto la supervisione dei signori locali): sacrilegio, lesa maestà, sequestro, stupro, eresia, falsificazione di denaro, sedizione, insurerrezioni e porto illegale di armi.
Alla fine del XVI secolo, il ruolo del bailli era divenuto puramente onorario, e del potere giudiziario era investito solo il lieutenant général del bailliage. Il ruolo amministrativo e finanziario dei bailliages e delle sénéchaussées declinò all'inizio dell'era moderna (sostituiti dagli esattori del re e dai governatori regionali e, in seguito, dagli intendenti) e, alla fine del XVIII secolo, i bailliages, che ammontavano a centinaia, svolgevano solo una funzione giudiziaria.
In Francia, un balivo di tribunale è chiamato "usciere di giustizia" (huissier de justice).

## Balivi moderni

### Belgio
La maggior parte delle funzioni associate ai più antichi termini olandesi tradotti in italiano come "balivo", non sono più riunite in un unico funzionario. I termini moderni huissier de justice (in francese) o gerechtsdeurwaarder (in olandese), tuttavia, equivalenti all'ufficiale giudiziario italiano, nei paesi di lingua inglese sono di solito tradotti come "balivo". Si tratta di un ufficiale giurato che può legalmente consegnare citazioni, provvedere all'esecuzione di ordinanze della corte come pure alla confisca di beni, o fungere da testimone ufficiale legale. Un ufficiale simile è tipico di molti paesi con un sistema giudiziario di tipo non anglosassone basato sul Codice napoleonico. In Belgio, il balivo può essere nominato da un tribunale fallimentare per esercitare il mandato di schuldbemiddelaar (in olandese) o médiateur de dettes (in francese), un negoziatore di debiti (in sostanza, una sorta di curatore fallimentare), in una procedura chiamata collectieve schuldenregeling (CSR) o médiation collective de dettes, una transazione debitoria negoziata collettivamente, che è paragonabile alle regolazioni delle Wet Schuldsanering Natuurlijke Personen (WSNP, procedure fallimentari riguardanti persone fisiche) dei Paesi Bassi.
Ai compiti giudiziari ufficiali se ne aggiungono spesso altri come libero professionista, per esempio incasso di crediti non giudiziari, consulenza giudiziaria specifica o scrittura di condizioni generali di vendita, assistenza giudiziaria nelle corti inferiori (livello "cantonale"), ecc.

### Isole britanniche

#### Inghilterra e Galles
In Inghilterra e Galles, la denominazione "balivo" è sopravvissuta anche in epoca moderna con riferimento ad alcune tipologie di ufficiali giudiziari, solo recentemente riformate, a seguito dell'approvazione del Tribunals, Courts and Enforcement Act ("Legge sui tribunali, le corti e l'esecuzione giudiziaria") del 2007, che ha profondamente modificato l'intero sistema giudiziario britannico.
Attualmente, esistono sei cariche i cui detentori sono comunemente qualificati come "balivi". Si tratta di ufficiali che provvedono all'esecuzione giudiziaria (enforcement) delle sentenze (per il pagamento di debiti, multe, tasse, ecc.) emesse dai vari tribunali civili da cui gli stessi dipendono.
Gli ufficiali civili di esecuzione (civilian enforcement officers) sono impiegati dal cosiddetto His Majesty's Courts Service ("Servizio dei Tribunali di Sua Maestà", HMCS) e curano l'esecuzione giudiziaria per le Preture (Magistrates' Courts) – ciò riguarda principalmente la riscossione delle multe non pagate inflitte dal tribunale.
I balivi del Tribunale della Contea (County Court Bailiffs) sono anch'essi impiegati dal His Majesty's Courts Service e curano l'esecuzione giudiziaria per i Tribunali della Contea (County Courts) – concernente principalmente l'effettuazione dei pagamenti non eseguiti imposti dalle sentenze del Tribunale (County Court Judgments).
Gli ufficiali di esecuzione della Corte Suprema (High Court enforcement officers) sono impiegati da società private e curano l'esecuzione giudiziaria per la Corte Suprema di Giustizia (High Court of Justice) – hanno quasi la stessa funzione dei balivi del Tribunale delle Contea, fatta eccezione per le diverse competenze del Tribunale da cui dipendono.
I balivi abilitati (certificated bailiffs) sono impiegati da società private ed eseguono il recupero di vari crediti per conto di organizzazioni come le autorità locali. Possono sequestrare e vendere beni per coprire l'ammontare del debito dovuto. Possiedono inoltre un'abilitazione che consente loro, e solo a loro, di procedere al sequestro (distress) per mancato pagamento dell'affitto, di debiti per multe stradali (road traffic debts), di imposte locali (council tax) e di tasse su immobili non residenziali (non-domestic rates). Non possono eseguire la riscossione di denaro dovuto in dipendenza di ordinanze della Corte Suprema o del Tribunale della Contea.
I balivi non abilitati (non-certificated bailiffs) sono impiegati da società private e hanno il diritto di recuperare denaro dovuto per una varietà di crediti sequestrando e vendendo i beni dei debitori, ma non possono procedere al sequestro nei casi riservati ai balivi abilitati (mancato pagamento di affitto, multe stradali, imposte locali e tasse su immobili residenziali), né tanto meno eseguire la riscossione di somme dovute a seguito di ordinanze della Corte Suprema o del Tribunale della Contea.
In Inghilterra e Galles esiste anche la figura dei "balivi delle acque" (water bailiffs), cui spettano poteri di polizia sui bacini idrici e di prevenzione della pesca abusiva. Si tratta generalmente di dipendenti dell'Agenzia per l'ambiente (Environment Agency).
In Inghilterra e Galles, il balivo di un "privilegio" (franchise) o "libertà" (liberty) è l'ufficiale che esegue mandati (writs) e citazioni (processes), e seleziona le giurie all'interno di una determinata circoscrizione territoriale, tradizionalmente denominata appunto privilegio o libertà. È nominato dal signore del privilegio che, nello Sheriffs Act ("Legge sugli sceriffi") del 1887, § 34, è definito "balivo del privilegio" (bailiff of the franchise).
Il balivo di uno sceriffo è invece un sottufficiale impiegato da uno sceriffo all'interno di una contea allo scopo di eseguire mandati (writs), citazioni (processes), sequestri (distraints) e arresti (arrests). Poiché uno sceriffo è responsabile per gli atti dei propri ufficiali che agiscono su suo mandato, i suoi balivi sono annualmente vincolati a lui in un obbligo di garanzia del fedele espletamento del loro ufficio, e pertanto vengono chiamati "balivi vincolati" (bound bailiffs). Spesso sono chiamati anche bum-bailiffs (letteralmente, "balivi-bum") o, brevemente, bums. L'origine di questa parola è incerta; l'Oxford English Dictionary suggerisce che si tratti di un'allusione al modo di catturare il colpevole di un reato. I balivi speciali erano ufficiali nominati dallo sceriffo su richiesta di un querelante (plaintiff) allo scopo di eseguire un particolare mandato di comparizione. La nomina di un balivo speciale solleva lo sceriffo da ogni responsabilità fino a quando l'interessato è arrestato e consegnato nella custodia effettiva dello sceriffo.
In base al County Courts Act ("Legge sui tribunali della nazione") del 1888, si prevede che vi siano uno o più alti balivi (high bailiffs), nominati dal giudice e amovibili dal Lord Cancelliere; e ogni persona che espleti le funzioni di alto balivo ha il potere di nominare un numero sufficiente di persone abili e idonee per assisterlo in qualità di balivi, le quali possono essere licenziate a suo piacimento. La funzione dell'alto balivo è di notificare tutte le citazioni e le ordinanze, e di eseguire tutti i mandati, ingiunzioni e comparizioni emessi dalla corte. L'alto balivo è responsabile di tutti gli atti e le inadempienze di sé e dei balivi nominati per assisterlo, allo stesso modo in cui lo sceriffo di una contea è responsabile degli atti e delle inadempienze di sé e dei suoi ufficiali. In base alla stessa legge (§49), i balivi sono responsabili di ogni connivenza, omissione o negligenza nell'esigere tale esecuzione. Nessuna azione giudiziaria può essere promossa contro un balivo che agisca sotto ordine della corte senza un preavviso di sei giorni (§52). Qualsiasi mandato ad un balivo di prendere possesso di un bene immobile giustifica il suo ingresso nei locali menzionati nel mandato e la presa di possesso, purché l'ingresso sia fatto tra le ore 16 e le ore 22 (§ 142). Il Law of Distress Amendment Act ("Legge di modifica della normativa del sequestro") del 1888 stabilisce che nessuna persona possa agire come balivo per eseguire sequestri (distress) dietro compenso, a meno che non sia autorizzato da un giudice del Tribunale della Contea ad agire in qualità di balivo.
Tutte le figure dei balivi testé descritte saranno abolite quando entreranno in vigore le sezioni 63 e 64 del già citato Tribunal, Courts and Enforcement Act 2007 ("Legge sui tribunali, le corti e l'esecuzione giudiziaria"). Questa nuova disciplina, in particolare, ha abolito l'ufficio di balivo nei procedimenti esecutivi (cioè finalizzati al recupero dei crediti) sostituendolo con un più moderno sistema di certificated enforcement agents (letteralmente: "agenti di esecuzione abilitati"), cioè di ufficiali giudiziari forniti di determinati requisiti e muniti di specifica abilitazione.
Come per la maggior parte delle norme previste nella nuova legge, anche l'entrata in vigore delle sezioni 63 e 64 è subordinata all'emanazione di una specifica ordinanza del Lord Cancelliere (equivalente grosso modo ai decreti ministeriali del diritto italiano). Fino a settembre 2008, tale provvedimento non era ancora stato emanato, non essendo ancora state assunte decisioni su alcuni punti controversi della nuova disciplina, come un potere generale di ingresso riconosciuto a tutti i balivi di cui, attualmente, godono solo i civilian enforcement officers. Inoltre non vi è ancora accordo su come saranno regolamentati i nuovi ufficiali di esecuzione. Secondo un rapporto preliminare pubblicato dal Ministero della giustizia il 18 marzo 2008, una valutazione completa sull'impatto del nuovo sistema dovrebbe essere formalizzata entro l'autunno 2008, il che fa prevedere che l'entrata in vigore definitiva potrebbe slittare al 2009.

#### Scozia
La forma scozzese di questa carica è il bailie. I bailies fungevano da magistrati dei "borghi" o burghs nel sistema di governo locale della Scozia prima del 1975, quando il sistema dei borghi e delle contee fu sostituito da un sistema a due livelli di consigli regionali e distrettuali. Il sistema a due livelli fu poi a sua volta sostituito da un sistema di autorità unitarie.
In base alle nuove disposizioni, i bailies furono aboliti e sostituiti dai giudici di pace che prestano servizio nelle Corti distrettuali di Scozia, non detenendo più queste cariche alcun potere all'interno dell'autorità locale intesa come organo amministrativo. Tuttavia il termine bailie è ancora usato come titolo onorario dal consiglio comunale di Glasgow per numerosi consiglieri anziani che possono fare le veci del sindaco (qui chiamato Lord Provost).
L'equivalente scozzese di un balivo dello sceriffo o alto balivo è l'"ufficiale sceriffo" (sheriff officer) per la "Corte dello Sceriffo" (Sheriff Court) o il "messaggero d'armi" (messenger-at-arms) per la "Corte di Sessione" (Court of Session). Queste cariche sono state abolite dal §60 del Bankruptcy and Diligence etc. (Scotland) Act 2007 ("Legge sulla bancarotta e la diligenza ecc.", la legge fallimentare scozzese) e sostituite con l'ufficio di "ufficiale giudiziario" (judicial officer) di cui al §57(1) del medesimo provvedimento.
In Scozia, esiste in effetti anche l'ufficio di balivo delle acque, con il potere di applicare la legislazione relativa alla pesca illegale del salmone e della trota.

#### Isole del Canale

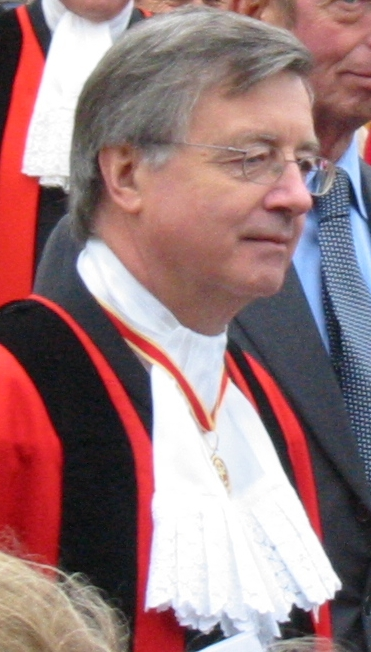
Sir Philip Bailhache, balivo di Jersey, vestito con la toga nell'Anniversario della liberazione, 9 maggio 2007.

Nelle Isole del Canale il balivo è il primo ufficiale statale in ciascuno dei due baliati (Jersey e Guernsey) in cui sono suddivise le isole. È nominato dalla Corona e mantiene l'ufficio fino al pensionamento. Presiede come giudice nella Corte Reale (Royal Court), e assume i pareri dei funzionari che lo coadiuvano in funzione giudicante, i cosiddetti jurats; presiede inoltre gli "Stati" (States), ossia i parlamenti locali di States of Jersey e di States of Guernsey, e rappresenta la Corona nelle cerimonie civili. Per poter compiere il suo ruolo giudiziario, il balivo di Jersey o di Guernsey deve essere un avvocato qualificato.

#### Isola di Man
Nell'Isola di Man, l'Alto Balivo (High Bailiff) è il supremo magistrato togato.

### Canada
In alcune parti del Canada, i balivi sono responsabili della notifica di citazioni legali (legal processes). In certe giurisdizioni, i doveri del balivo comprendono anche la notifica dei documenti legali, le azioni di reintegro nel possesso e di sfratti in accordo con le sentenze della corte, l'applicazione delle ganasce ai veicoli e l'esecuzione dei mandati di arresto. Alcune giurisdizioni richiedono che, per diventare balivo, i candidati ricevano una speciale formazione e abbiano una laurea in tecnologia paralegale.

#### Ontario
Nell'Ontario, i balivi provinciali (provincial bailiffs) forniscono il trasporto primario dei prigionieri tra le strutture correzionali come carceri e prigioni. In base al Ministry of Correctional Services Act (Ontario) ("Legge sul Ministero dei servizi correzionali"), mentre trasportano prigionieri, i balivi hanno i poteri degli agenti di polizia. Quando è necessario, gli ufficiali correzionali (correctional officers, affini agli agenti di polizia penitenziaria italiana) provinciali agiranno come balivi per incarichi a breve e lungo termine; d'altra parte, i balivi a tempo pieno sono tipicamente reclutati proprio nelle file degli agenti correzionali. I balivi provinciali sono armati di bastoni telescopici e di spray al peperoncino ed operano sotto la giurisdizione del Ministero della sicurezza comunitaria e dei servizi correzionali (Ministry of Community Safety and Correctional Services) della provincia dell'Ontario. I compiti normalmente associati ai balivi in altre giurisdizioni canadesi, come sfratti, sequestri e altre questioni civili, sono svolti dagli sceriffi, che dipendono dall'ufficio del Procuratore Generale dell'Ontario (Attorney General of Ontario), corrispondente a quello del Ministro della giustizia a livello provinciale.

### Paesi Bassi
Attualmente la carica di "balivo" non si usa nei Paesi Bassi, ma vi è un'eccezione. Il termine è adoperato infatti per la posizione di presidente e, talvolta, di membro onorario del ramo olandese dei Cavalieri Ospitalieri.

### Stati Uniti
Negli Stati Uniti molti usano colloquialmente la parola "balivo" per riferirsi ad un "ufficiale di pace" (peace officer) che provvede alla sicurezza del tribunale. Più spesso, questi ufficiali giudiziari sono tutori della legge, come vice sceriffi, marshals, o constables. La terminologia, comunque, varia fra i vari stati (e a volte anche all'interno degli stessi).
Nell'ambito del proprio personale, il Tribunale può, con un'ordinanza, nominare i balivi come ufficiali di pace, i quali avranno, durante i termini stabiliti per tale nomina, i poteri normalmente conferiti agli ufficiali di polizia, compreso, ma non esclusivamente, il potere di compiere arresti in un caso penale, a condizione che l'esercizio di tali poteri sia limitato a un qualsiasi edificio o immobile mantenuto o impiegato come aula di tribunale ovvero a supporto di funzioni giudiziarie.
Qualunque sia il nome utilizzato, l'agenzia che provvede alla sicurezza del tribunale è spesso incaricata di notificare citazioni legali (legal process) e di sequestrare e vendere beni immobili (ad es., dissequestro dietro cauzione [replevin] o preclusione del riscatto [foreclosure]). In alcuni casi, i compiti in una data giurisdizione sono separati tra agenzie. Per esempio, un ufficiale del tribunale può provvedere alla sicurezza dell'aula di tribunale in una giurisdizione dove lo sceriffo si occupa di notifiche e sequestri.